# Wei (período de primaveras y otoños)
Wei o Wey (chino tradicional: 衞; chino simplificado: 卫; Wade-Giles: Wei4; Pinyin: Wèi), era un estado fundado en la Dinastía Zhou, que llegó a su plenitud durante el período de primaveras y otoños. Sus gobernantes eran de la familia Ji (姬), al igual que los reyes Zhou.

## Inicios
La historia de Wei se inicia en los comienzos de la dinastía Zhou, cuando al joven hermano del Rey Wu de Zhou le entregaron como feudo los alrededores de la antigua capital de la Dinastía Shang, Zhaoge. En años posteriores el feudo se expandió y se le dio el título de Wei.
Cuando en el 771 a. C. la capital de los Zhou en Haojing fue saqueada, el príncipe electo huyó al este escoltado por el estado de Wei. Como recompensa, el rango feudal de los gobernantes de Wei fue elevado de “hou” (equivalente de alguna forma a Marqués) a “gong” (equivalente a Duque). 

## Período de primaveras y otoños
Durante esta época el estado de Wei alcanzó la cumbre de su poder bajo el mandato del Duque Wu de Wei, que reinó durante 55 años. Tras él, hubo diversos problemas sucesorios, hasta que el Duque Yi de Wei subió al trono. Dominado por los vicios, y obsesionado por las grullas, el estado se debilitó hasta que en el octavo año de su reinado el Pueblo Rong tomó la capital de Zhaoge, matando al Duque y casi acabando con el estado de Wei.
Sólo gracias a la ayuda del Duque Huan de Qi el estado fue restaurado. La capital fue trasladada a Chuqiu.
En el 632 a. C. Wei fue conquistada por el Duque Wen de Jin, ya que cuando el Duque Wen (llamado por aquel entonces Chong'er) estuvo exiliado en Wei, el Duque Wen de Wei no lo trató bien. Además el Duque de Jin trató de envenenar al Duque Cheng de Wei (hijo del duque Wen de Wei), pero el estado de Wei fue una vez más restaurado.
En el 492 a. C., el Duque Chu de Wei (出公) se adueñó del trono de su abuelo, Duque Ling (靈公), arrebatándoselo a su padre Kuaikui (蒯聵), legítimo heredero, al que exilió. Para recuperar el trono Kuaikui combatió a su propio hijo y lo exilió en el 481 a. C., se le dio más tarde el título de Duque Zhuang (後莊公), pero fue asesinado apenas tres años más tarde. El Duque Chu volvió a tomar su cargo en el 475 a. C. Este conflicto entre padre e hijo debilitó al estado de Wei que pronto quedó bajo los designios de la casa Zhao de Jin.

## Decadencia
En el 346 a. C., el duque de Wei se degradó a sí mismo a marqués. En el 320 a. C. se degradó a solo “jun” (señor). Por aquel entonces Wei sólo poseía el condado de Puyang (濮陽). En el 254 a. C. el Rey Anxi de Wei (魏) mató a Huai de Wei (衛懷君), pero dos años después se proclamó a sí mismo su yerno para ser Señor de Wei. Así, el antiguo ducado de Wei pasó a formar parte del reino de Wei. En el 239 a. C. Qin ocupó Puyang y el estado de Wei migró a Yewang（野王）para preservar su existencia.
El estado era tan débil que apenas sobrevivió a Qin Shi Huang, el Primer Emperador, probablemente por descuido de este. Desapareció como estado en el año 209 a. C., cuando Qin Er Shi depuso a Jiao de Wei (衛君角), apenas dos años antes del colapso de la Dinastía Qin.